# ترینترا هالدار گومارجو
ترینترا هالدار گومارجو (به انگلیسی: Trinetra Haldar Gummaraju) (زاده ۱۷ ژوئن ۱۹۹۷ پزشک، بازیگر و کنشگر هندی است.
او یک زن ترنس است.
او در مجموعه ساخته‌شده در بهشت بازی کرده‌است.

## زندگی
جنسیت او در بدو تولد مرد تعیین شد و او ۲۰ سال اول زندگی خود را به عنوان یک پسر زندگی کرد. پدرش سورش گوماراجو یک مهندس، مادرش هایما هالدار معمار است و او یک برادر کوچکتر دارد که مهندس علوم کامپیوتر است. ترینترا در سال ۲۰۲۱ دکتری پزشکی و جراحی را اخذ کرد و دوره کارآموزی را در سال ۲۰۲۳ به پایان رساند. اواولین بازیگری خود در آمازون پرایم را در طول دوره کارآموزی پزشکی خود فیلم‌برداری کرد. او در در دوران کالج شروع به نشان دادن خود به عنوان زن کرد. او در سال ۲۰۱۸ به عنوان یک زن تراجنسیتی ظاهر شد و نام کوچک خود را به ترینترا تغییر داد. او در سال ۲۰۱۹ در بانکوک، تایلند تحت عمل جراحی تغییر جنسیت قرار گرفت. خانواده او در نهایت از او در این فرایند حمایت کردند. او ناهماهنگی جنسیتی و افسردگی را تجربه کرد که به سال‌های جوانی‌اش بازمی‌گردد.
پس از اتمام دوره کارآموزی خود در کالج پزشکی در مانیپال، ترینترا به بمبئی نقل مکان کرد تا در آوریل ۲۰۲۳ تولید محتوا و بازیگری تمام وقت را دنبال کند.